# Zilverhexafluorfosfaat
Zilverhexafluorfosfaat is een anorganische verbinding van zilver, fosfor en fluor, met als brutoformule AgPF6. De stof komt voor als een corrosief wit tot beige poeder, dat oplosbaar is in organische oplosmiddelen. Het kan verkleuren onder invloed van licht.

## Toepassingen
Zilverhexafluorfosfaat wordt redelijk vaak aangewend als reagens in de organische en organometaalchemie. Het wordt gebruikt om halogenide-liganden te vervangen door het zwak-coördinerende hexafluorfosfaat-anion. De verwijdering van het halogenide wordt gestuurd door de neerslag van het overeenkomstige onoplosbare zilverhalogenide (zoals bijvoorbeeld zilverchloride). Een voorbeeldreactie is de bereiding van een acetonitrilcomplex uit een complex metaalbromide (in dit geval pentacarbonylrenium(VI)bromide):
{\displaystyle {\ce {AgPF6 + Re(CO)5Br + CH3CN -> AgBr + [Re(CO)5CH3CN]PF6}}}
Zilverhexafluorfosfaat kan optreden als een oxidator, waarbij metallisch zilver wordt gevormd. In een oplossing van dichloormethaan wordt ferroceen geoxideerd tot ferroceniumhexafluorfosfaat:
{\displaystyle {\ce {AgPF6 + Fe(C5H5)2 -> Ag + [Fe(C5H5)2]PF6}}}

## Toxicologie en veiligheid
In contact met zuren of sterke oxidatoren ontleedt zilverhexafluorfosfaat, met vorming van zilver(I)fluoride en fosforpentafluoride. Er kan ook ontleding optreden als gevolg van verhitting. Dan ontstaat onder meer het corrosieve waterstoffluoride en het giftige gas fosfine.
Zilverhexafluorfosfaat is een sterk corrosieve en zeer irriterende verbinding voor de ogen, de huid, de luchtwegen en de slijmvliezen. Inhalatie of inslikken van de stof kan longoedeem, kortademigheid, hoofdpijn, braakneigingen en ernstige beschadigingen aan de slokdarm veroorzaken. Huidcontact kan leiden tot argyrie.